# Кравченко Олег Іванович
Оле́г Іва́нович Кра́вченко — солдат Збройних сил України, учасник російсько-української війни.

## Бойовий шлях
Проходив строкову службу, 72-га окрема механізована бригада, коли почалася війна. Доброволець, через 8 місяців перебування на передовій підписав контракт. Брав участь в боях за Савур-Могилу, Гранітне.
Перевіряючи інформацію новобранців про вибухи, 15 березня 2015-го сам підірвався на розтяжці під Волновахою. Переніс кілька операцій, лікувався в госпіталі.

## Нагороди
За особисту мужність і героїзм, виявлені у захисті державного суверенітету та територіальної цілісності України, вірність військовій присязі під час російсько-української війни, відзначений — нагороджений
- 27 червня 2015 року — орденом «За мужність» III ступеня.